# Берге, Кристиан
Кристиан Берге (норв. Christian Berge; род. 19 июля 1973, Тронхейм) — бывший норвежский гандболист; известен как главный тренер сборной Норвегии с 2014 по 2022 года.

## Карьера

#### Клубная
Кристиан Берге воспитанник клуба «Тронхейм». В 1995 году Берге перешёл в «Ставангер Хандбол». В 1999 году Берге перешёл в немецкий клуб «Фленсбург-Хандевитт», с которым выиграл чемпионат Германии в сезоне 2003/04, три раза стал обладателем кубка Германии, и один раз выиграл кубок ЕГФ. В 2006 году Берге перешёл в датский клуб «Архус». В 2008 году Берге вернулся в Норвегию, выступал за «Эльверум».    

#### В сборной
Кристиан Берге выступает за сборную Норвегии с 1997 года по 2006 год. Дебютировал Берге за сборную Норвегии 2 марта 1997 года, в матче против Египта. Всего за сборную Норвегии Кристиан Берге сыграл 63 матчей и забросил 251 мяч. 

#### Тренерская карьера
Кристиан Берге стал главным тренером мужской сборной Норвегии по гандболу в 2014 году. При нём сборная впервые начала занимать призовые места на Чемпионатах мира (серебро в 2017 и 2019) и Европы (бронза в 2020). В Токио на Олимпийских играх 2020 года норвежцы выступили впервые с 1972 года.

## Титулы
- Чемпион Германии: 2004
- Обладатель Кубка Германии: 2003, 2004, 2005
- Победитель Кубка ЕГФ: 2001